# Teltowkanalweg
Der Teltowkanalweg ist mit der Nummer 17 einer der 20 grünen Hauptwege. Das ist eine Zusammenstellung von 20 Wanderwegen durch das Berliner Stadtgebiet mit einer Gesamtlänge von rund 550 Kilometern. Ziel ist es, „Wohngebiete mit den vielfältigen Erholungsmöglichkeiten in Parkanlagen und Naherholungsgebieten von Berlin und Brandenburg“ (Senatsverwaltung für Stadtentwicklung und Umwelt) miteinander zu verknüpfen. Der Fußgänger soll dabei die Möglichkeit haben, „die Stadt als eine Verbindung von Kultur, Geschichte und Ökologie intensiv zu erleben“.
Der Teltowkanalweg folgt dem Teltowkanal zwischen Dahme und Havel durch den Süden Berlins; sein brandenburgischer Abschnitt wird dabei nördlich umgangen.

## Verlauf

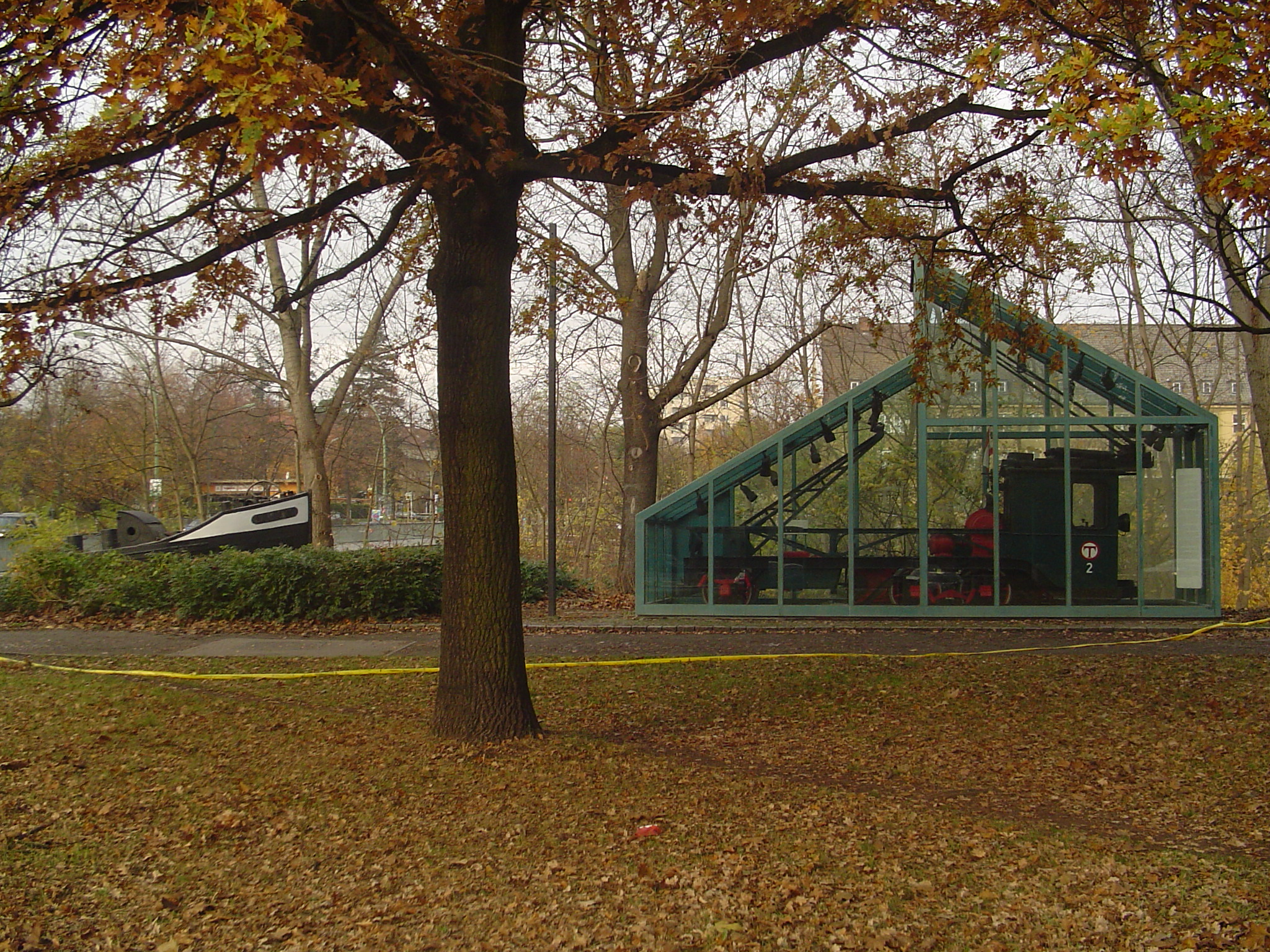
Treidellok am Teltowkanal

Der Teltowkanalweg liegt auf 38 Kilometern zum überwiegenden Teil am Ufer des Teltowkanals zwischen Griebnitzsee und Dahme, nur einige Gewerbegebiete in Tempelhof und wenige Objekte am Kanal müssen umgangen werden. Die Eigenart dieses grünen Hauptwegs ist einerseits die Nähe zum Wasser, andererseits die Nähe zur Technikentwicklung. Der schiffbare Kanal wurde zwischen 1900 (erster Spatenstich) und 1906 (Betriebsaufnahme) durch hydrologisch geeignetes Gelände gelegt, und Fließgewässer, wie Lanke und Bäke, wurden einbezogen. Der Teltowkanalweg nutzt das Gleisbett einer Treidelbahn, mit der die Kähne per Seil gezogen wurden.

### Grünau
Der Teltowkanalweg hat seinen östlichen Beginn am Dahmeweg. Er beginnt am Zufluss des Kanals an der Grünauer Brücke in Grünau; der Weg selbst beginnt am Südufer des Kanals ab Regattastraße (Karten). Der Kanal ist zunächst nicht direkt zugänglich, und der Hauptweg führt für 330 Meter auf dem Tauchersteig vom Ufer weg, an dessen Ende nach rechts in den Elstersteg und am Gewässer nach links mit Am Kanal zwischen Teltowkanal (rechts) und der KGA ‚Grünau Krähenhorst‘ hindurch. Die Ortsteilgrenze liegt am Südufer des Kanals; gegenüber liegt Köpenick, und auf Höhe vom Hasenlauf beginnt jenseits Adlershof. Die folgende Eisenbahnbrücke gehört zum Grünauer Kreuz. Unter der Stelling-Janitzky-Brücke hindurch wird das Adlergestell unterquert. Es folgt eine weitere Eisenbahnbrücke, die die Görlitzer Bahn und den Nordwestbogen des Grünauer Kreuzes führt (drei Brückenteile mit insgesamt fünf Gleisen). Am Westrand der Bahnbrücke ist der Ortsteil Altglienicke erreicht.

### Altglienicke

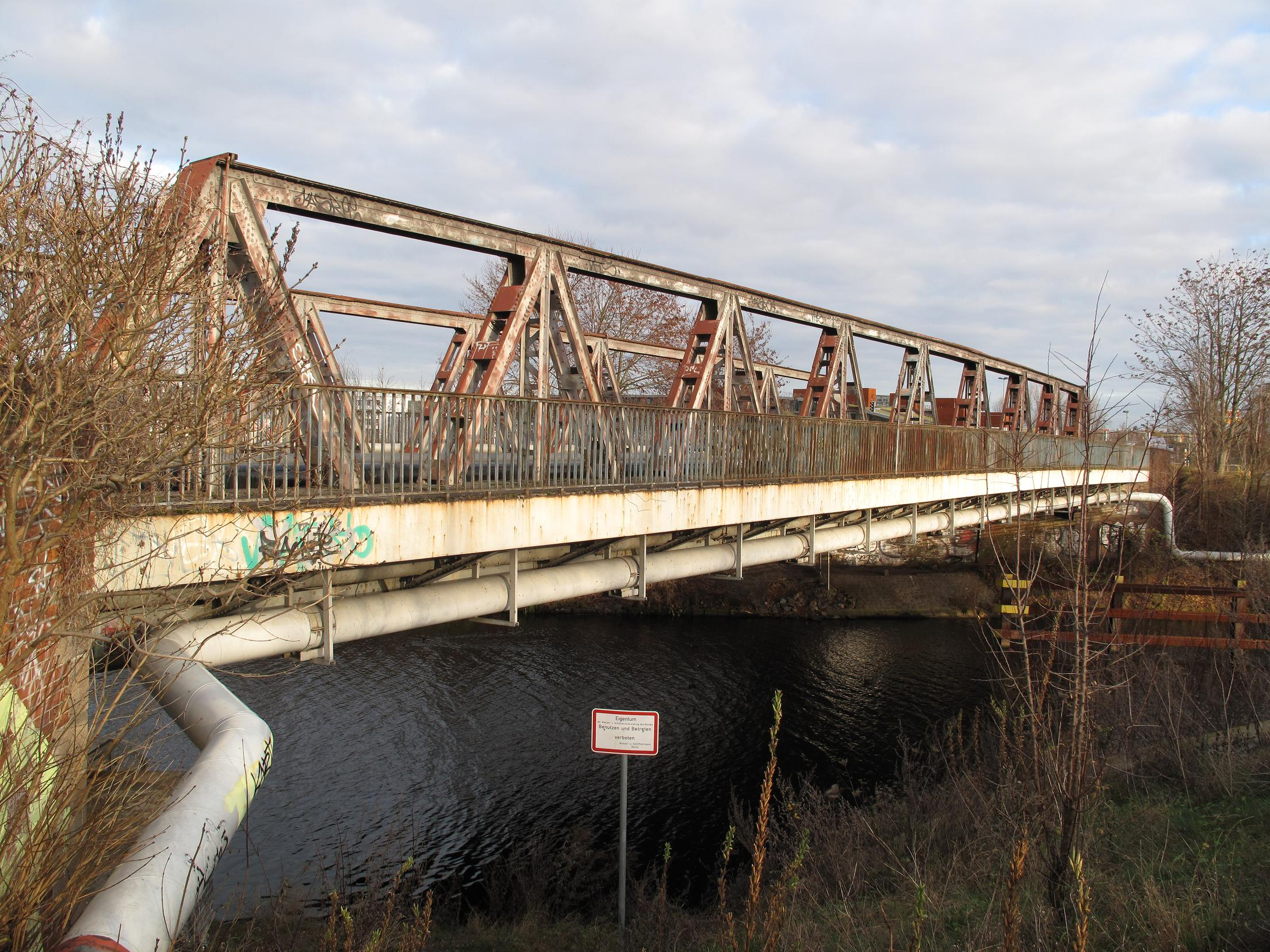
Behelfsbrücke an der Altglienicker Brücke

In Altglienicke führt der Teltowkanalweg in die Siedlung Spreetal, zwischen Kanal und Kleingärten (KGA ‚Bodenreform‘). Etwas entfernt vom Kanal wird an der Ecke Goldsternweg südlich der Altglienicker Brücke die Köpenicker Straße gekreuzt und der Teltowkanalweg auf dem Korkedamm anfangs zwischen der KGA ‚Lunapark II‘ und der KGA ‚Neuer Garten‘ wieder zum Kanal geführt. Gegenüber liegt das WISTA-Gelände Adlershof unter anderem mit dem Forschungsreaktor BESSY II. An der Ecke Korkedamm geht es vom Idealweg um die Grundstücke Am Bruchland wieder zum Kanalufer. Am Südufer wird die Teltowkanalbrücke (auch Wegedornbrücke) erreicht, und nach links wird die Brückenrampe der Wegedornstraße genutzt, um über die Brücke die Ufer des Kanals zu wechseln und den Ortsteil zu verlassen.

### Adlershof

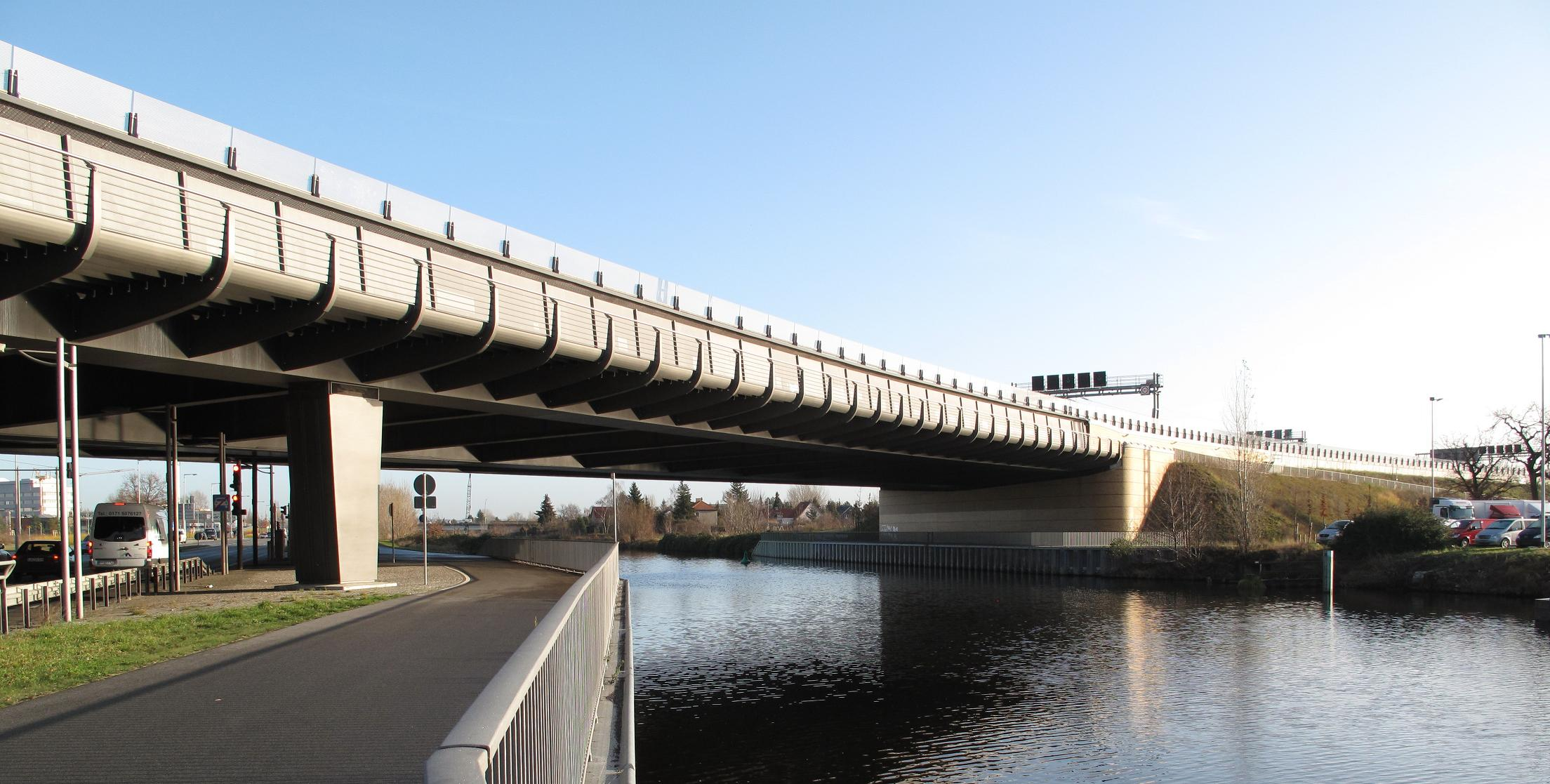
Weg am Teltowkanal unter der Autobahnbrücke

Es erfolgt der Übergang von Altglienicke, das am Südufer des Teltowkanals endet, nach Adlershof. Am Nordufer des Kanals wird das Ernst-Ruska-Ufer nach links genutzt, der Hauptweg nutzt den durch eine Schallschutzwand abgetrennten Beiweg. Unter der Autobahnbrücke hindurch trifft der Mauerweg mit dem Hauptweg zusammen. Der Teltower Dörferweg begleitet die Autobahn und überquert den Teltowkanalweg auf einer Beibrücke der Autobahnbrücke über das Teltowkanalufer. Unter der Autobahnbrücke endet der Lauf durch den Ortsteil Adlershof. Da die Ortsteilgrenze zwischen Rudow und Johannisthal für etwa 100 Meter nicht direkt am nordseitigen Kanalufer liegt führt der Hauptweg sogar für diese Strecke bereits durch Rudow, so liegt auch die Bezirksgrenze zwischen Treptow-Köpenick und Neukölln.

### Johannisthal
Das Gelände nördlich vom Teltowkanal gehört zu Johannisthal, obwohl ein Stück direktes Ufergelände mit dem Uferweg noch Rudow ist, liegt die Straße (Ernst-Ruska-Ufer) in Johannisthal. Hier ist der Hauptweg 17 gemeinsam mit dem Mauerweg (vormaliger Postenweg) durch Leitplanken und Zaun von der rechts liegenden Straße und durch Bäume und Büsche vom Teltowkanal begleitet. Am Kanal gegenüber liegt der Hafen Rudow Ost gefolgt von Gewerbebetrieben und Industrieanlagen. Diesseits führt das Ernst-Ruska-Ufer als Anschlussstelle Adlershof zur A 113, weiter liegt ein Rückhaltebecken als Ausgleichsmaßnahme des Autobahnbaus. Nach insgesamt 1,6 Kilometern wird auf dem Uferweg neben einem weiteren Rückhaltebecken die Massantebrücke unterquert und mit ihr die Stubenrauchstraße, die hier als Anschlussstelle von der Hermann-Gladenbeck-Brücke ausgebildet ist und wiederum liegt eine kurze Länge (knapp 150 Meter) des Nordufers in Rudow. Der Hauptweg liegt weiterhin auf dem Asphaltband des Uferwegs neben der Autobahntrasse. Hinter der Autobahn liegen durchgehend Johannisthaler Kleingärten, von denen einige für den Autobahnbau entwidmet wurden. Gegenüber dem Kanal auf Rudower Gebiet finden sich die Siedlungen am Männertreu- und Trollblumenweg. Die Ortsteilzuordnung des Uferwegs mit Hauptweg 17 und Mauerweg wechselt (unbemerkt) nach 1150 Metern zu Baumschulenweg.

### Baumschulenweg

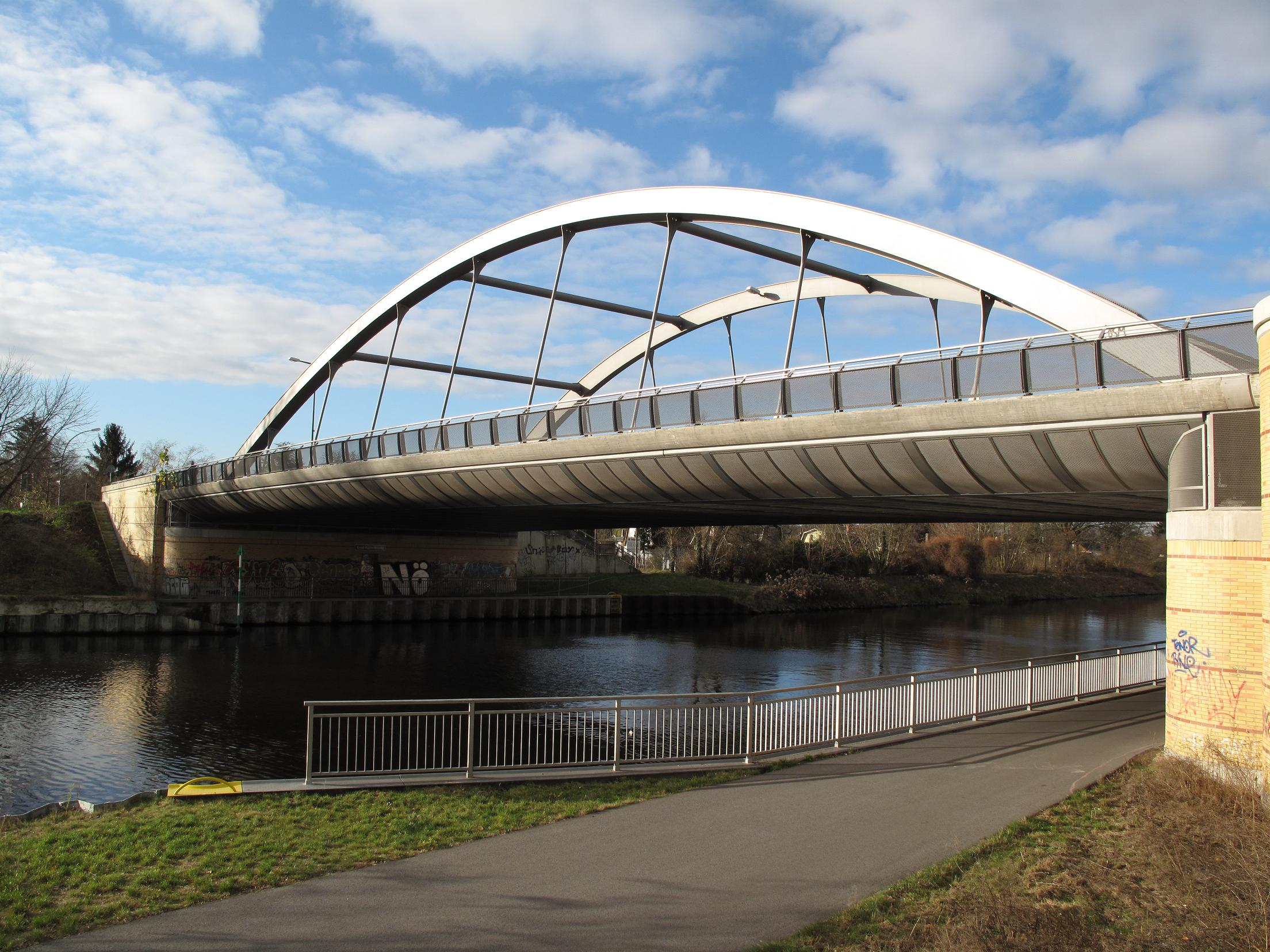
Weg an der Ernst-Keller-Brücke

Der Teltowkanalweg erreicht im Ortsteil Baumschulenweg nach 490 Metern die Ernst-Keller-Brücke über den Kanal und die diese fortsetzende Fanny-Zobel-Brücke über die Autobahn, auf denen die Johannisthaler Chaussee zwischen Britz und Baumschulenweg liegt. Unter der Brücke hindurch führt der Uferweg weiter zwischen Teltowkanalufer und Autobahn. Als Gitterbrücke liegt folgend die stillgelegte Späthstraßenbrücke die auf der Seite Baumschulenwegs keinen Anschluss mehr hat. An der Neuen Späthstraßenbrücke, die mit der nebenliegenden Anna-Nemitz-Brücke über die Autobahn an der Anschlussstelle Späthstraße liegt, trennen sich Haupt- und Mauerweg. Der Teltowkanalweg wird nun auf dem linken Beiweg der Neuen Späthstraße nach Britz geführt. Dieser Seitenwechsel ist wegen der folgenden Gewässeranlagen: Britzer Verbindungskanal, Zugang Hafen Britz Ost und insbesondere durch den Bogen vom Nord-Süd- in den Ost-West-Verlauf des Teltowkanals.

### Britz

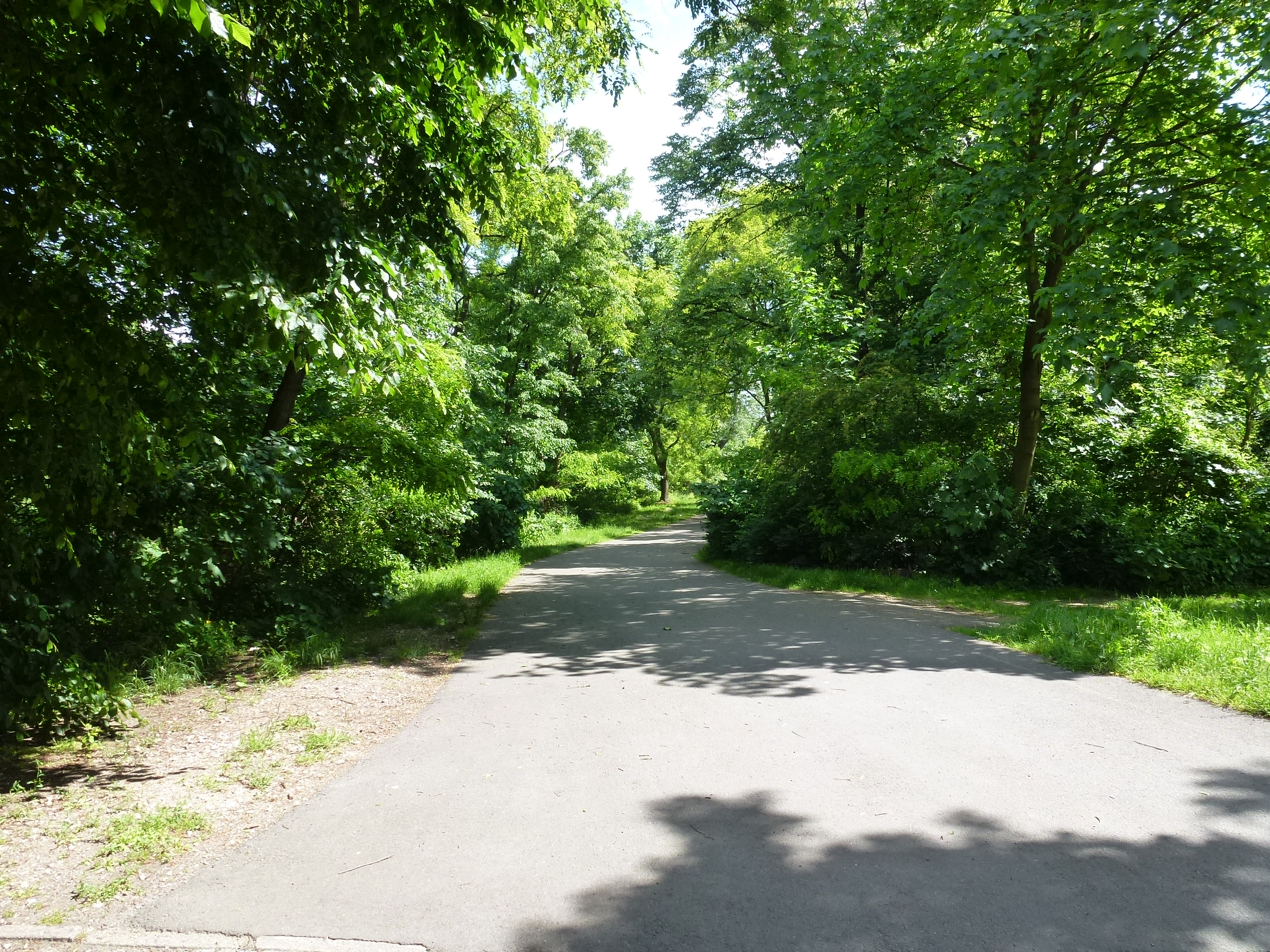
Teltowkanalweg am Delfter Ufer

An der Neuen Späthstraßenbrücke wird der Ortsteil Britz und das Westufer des Teltowkanals erreicht. In einem schmalen Grünstreifen führt der Uferweg, Delfter Ufer, weiter um Kleingärten und Schulgelände herum, zur Buschkrugbrücke. Der Richtungswechsel des Teltowkanals war durch seine geologische und hydrologische Präposition bedingt. Der Hauptweg überquert die Buschkrugallee und weiter in das Braunschweiger Ufer, linker Seite hier das Naturdenkmal ‚Teich Britz‘. Es folgt die Rungiusbrücke an der die Rungiusstraße überquert wird. Zwischen beiden Brücken liegt über den Kanal der Friedhof Buschkrugallee. Weiter im Ufergrünzug zur Britzer Brücke wird der Britzer Damm überquert, es folgt die Wilhelm-Borgmann-Brücke. Auf dieser 20 Meter breiten Brücke wechselt der Teltowkanalweg wiederum die Ufer, die Idealführung am Nordufer des Kanals durch Tempelhof ist allerdings wegen des folgenden Industriegeländes nicht begehbar. Der Verlauf des Hauptwegs 17 wurde auf den Tempelhofer Weg gelegt und führt um die Tempelhofer Gewerbe- und Industrieflächen am Teltowkanal. In Höhe der Hattenheimer Straße liegt die Ortsteilgrenze zwischen Britz und Tempelhof.

### Tempelhof

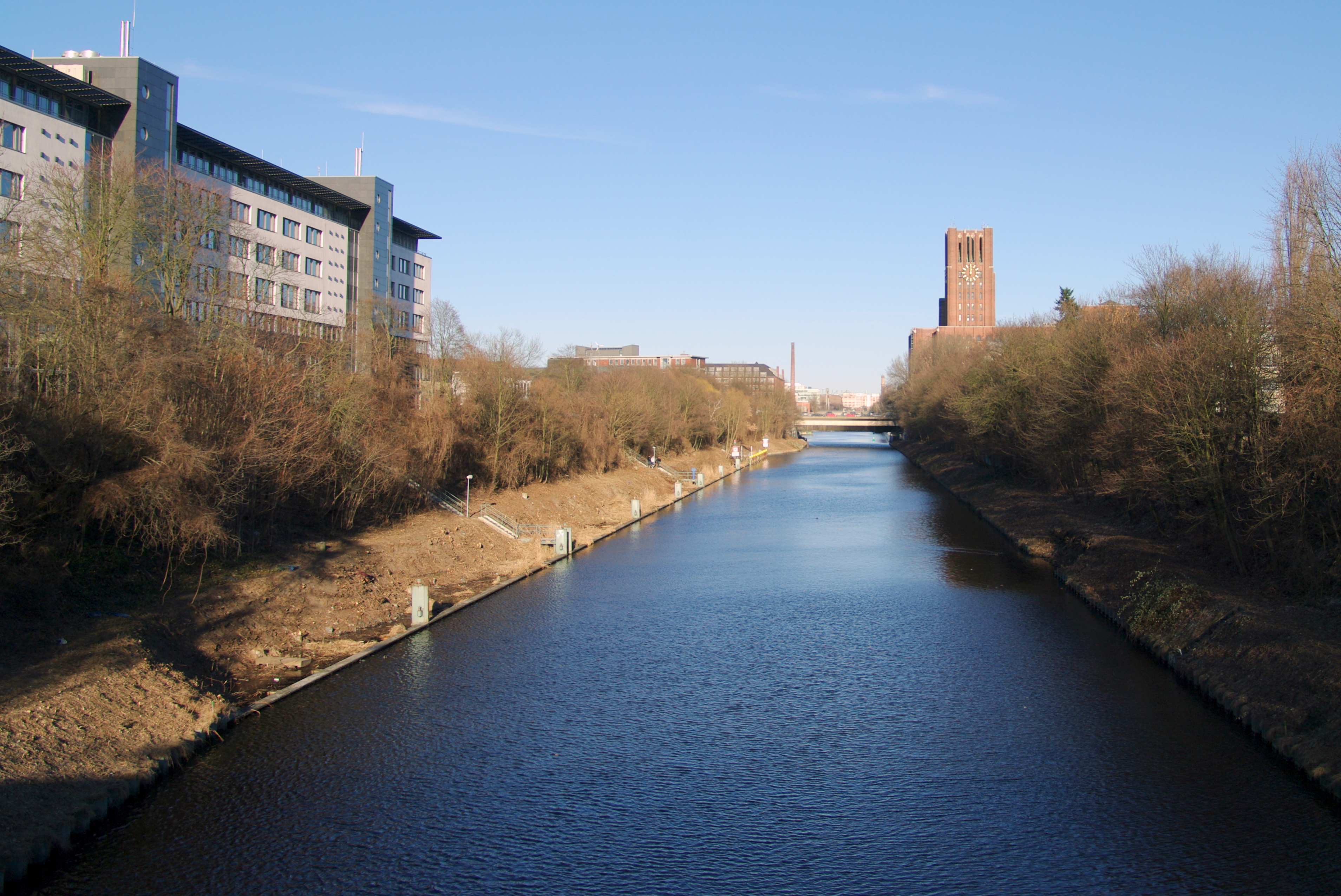
Blick von der Mariendorfer Seite über den Kanal nach Tempelhof zum Wulfila-Ufer

Die Uferführung wird in Tempelhof ersetzt durch eine Grünfläche oberhalb des Britzer Autobahntunnels zwischen Gottlieb-Dunkel- und Teilestraße und weiter auf letzterer unter den Zufahrten der Anschlussstelle Gradestraße und über eine Bahnbrücke hinweg auf der Ordensmeisterstraße zum Tempelhofer Damm umgangen. Zwischendurch wird der grüne Hauptweg 10, der Britz-Buckower Weg an der Kreuzung Colditz-/Ordensmeisterstraße gekreuzt. Am Tempelhofer Damm nach links folgt südwärts der Teltowkanalweg wieder dem Nordufer des Teltowkanals. Das hier liegende Wulfila-Ufer besitzt liegt direkt am Nordufer des Kanals Wassernähe. Auf der anderen Kanalseite liegt Mariendorf. In Fließrichtung des Teltowkanals folgt die Germelmannbrücke (Alarichstraße), die Techowbrücke (Gersdorfstraße) hier wird das Wulfilaufer verlassen, aber es geht weiter auf einem grünen Weg zwischen KGA ‚Marienhöhe‘ und dem Kanalufer zur Teubertbrücke, wobei die Ringstraße überquert werden muss. Nach dieser folgt der Teltowkanalweg am Ufer entlang der KGA ‚Erntesegen‘ an deren Westseite der Nord-Süd-Weg kreuzt, der über eine Fußgängerbrücke den Teltowkanal quert. An der Dresdener Bahn entlang liegt die Bahnlandwirtschaft KGA ‚An der Eisenbahnbrücke‘, an dieser vorbei und durch die folgende zweigleisige Eisenbahnbrücke wird über die Bezirksgrenze Tempelhof-Schöneberg nach Steglitz-Zehlendorf die Ortslage Südende betreten.

### Südende/Steglitz

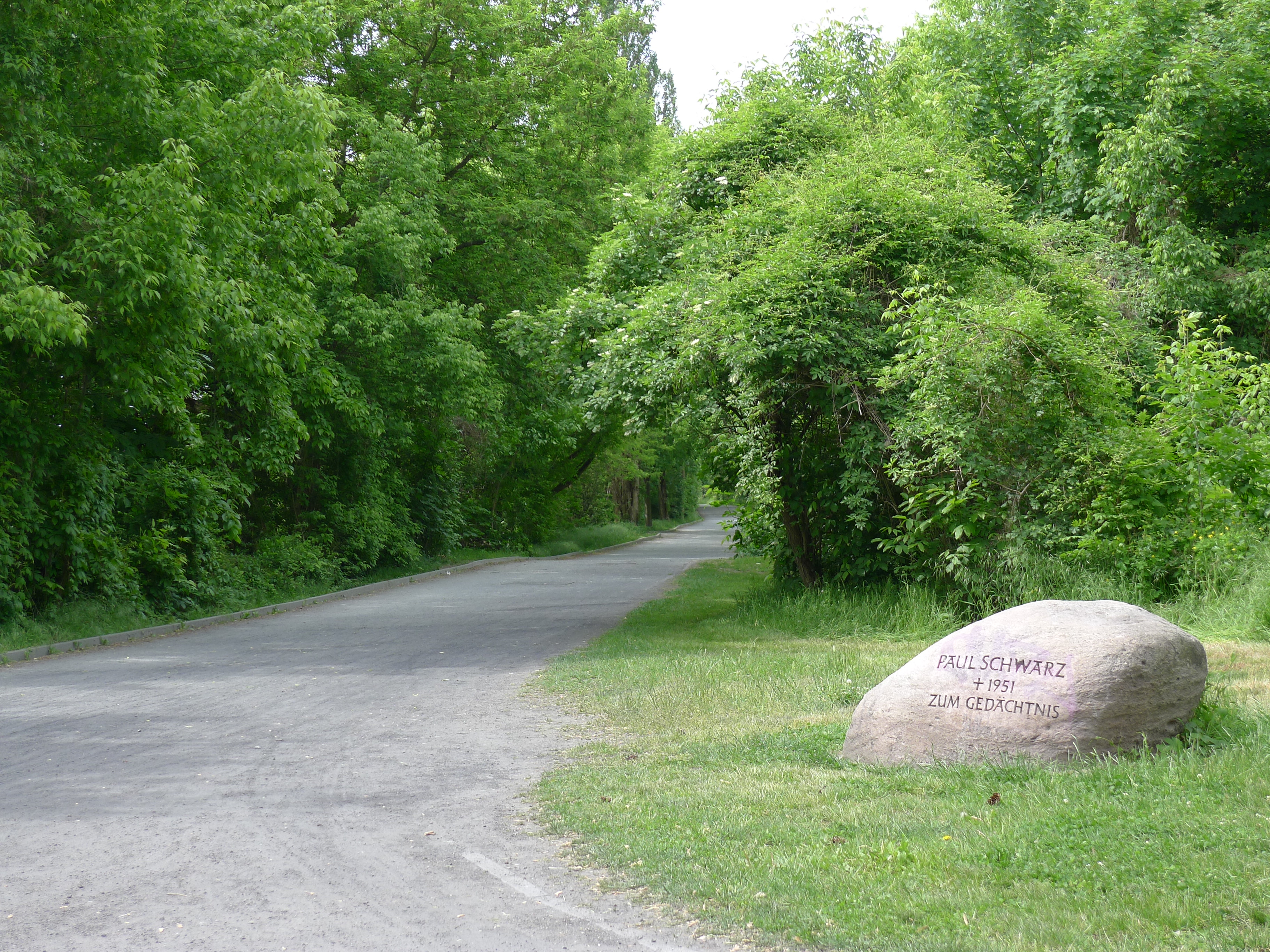
Paul-Schwarz-Promenade am Steglitzer Kanalufer

Nach der Eisenbahnbrücke (S-Bahn zwischen Atillastraße und Marienfelde) geht der Hauptweg auf dem Grünstreifen am Kanalufer parallel zum Maulbronner Ufer weiter. Auf diesem Uferstreifen neben dem Kanalufer liegt die Ortsteilgrenze zwischen Südende und Lankwitz, das ebenfalls an der Bahnbrücke begann, der Teltowkanalweg bildet hierbei diese Grenze. Es wird die Sieversbrücke erreicht. Die Idealführung verbleibt am Nordufer in Südende und der grüne Uferstreifen ist bis zur folgenden Bahnbrücke der Anhalter Vorortbahn begehbar, jedoch wegen der Ufernähe der KGA ‚Albrechtstraße‘ und ‚Karl-Lange-Brücke Nord‘ nicht das westlicher gelegene. Somit führt die Sieversbrücke mit der Kaiser-Wilhelm-Straße auf Lankwitzer Gebiet, über eine Treppe an das Südufer zum Frankentaler Ufer, diese an der Ecke nach links zur Gernsheimer Straße und von dieser nach rechts in die Edenkobener Weg, durch deren Bahnbrücke um KGA ‚Leonorenstraße/Edenkobener Weg‘ und ‚Karl-Lange-Brücke Nord‘ herum. Der Edenkobener Steg bringt den Hauptweg wieder zur Idealführung am Nordufer und hier nach links zwischen den fünfgeschossigen Wohnhäusern der Borstell- und Albrechtstraße und dem Grünstreifen am Kanal weiter zur Siemensbrücke (Siemensstraße), Hannemannbrücke, Am Eichgarten kurz vom Ufer weg zur Weverpromenade. An der Prinz-Regent-Ludwig-Brücke über einen Zebrastreifen der Birkbuschstraße und den zum Uferweg der Paul-Schwarz-Promenade. Es wird rechts vom Hauptweg der Bäketeich im Bäkepark erreicht.

### Lichterfelde

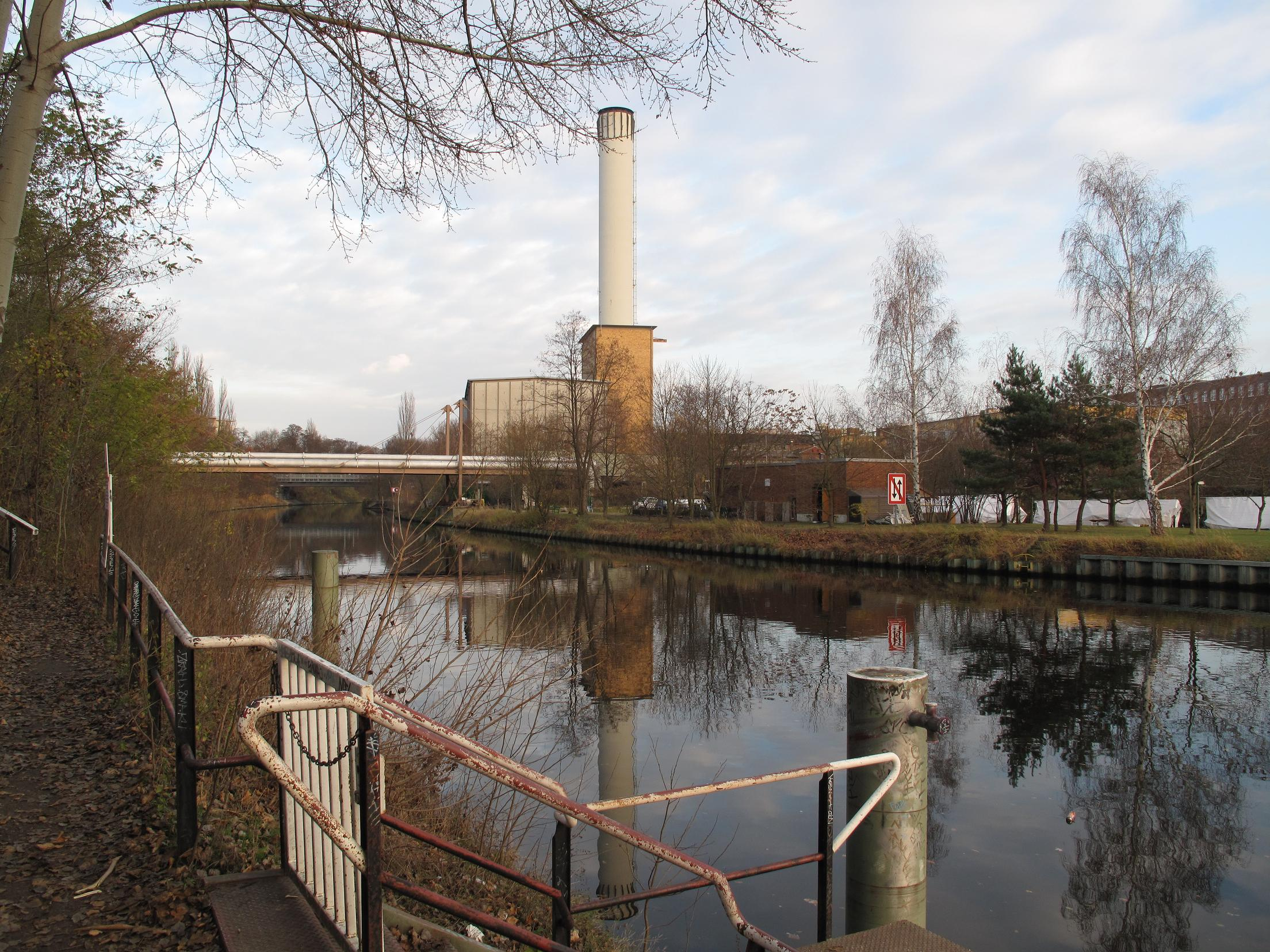
Rohrbrücke am Hafen Steglitz

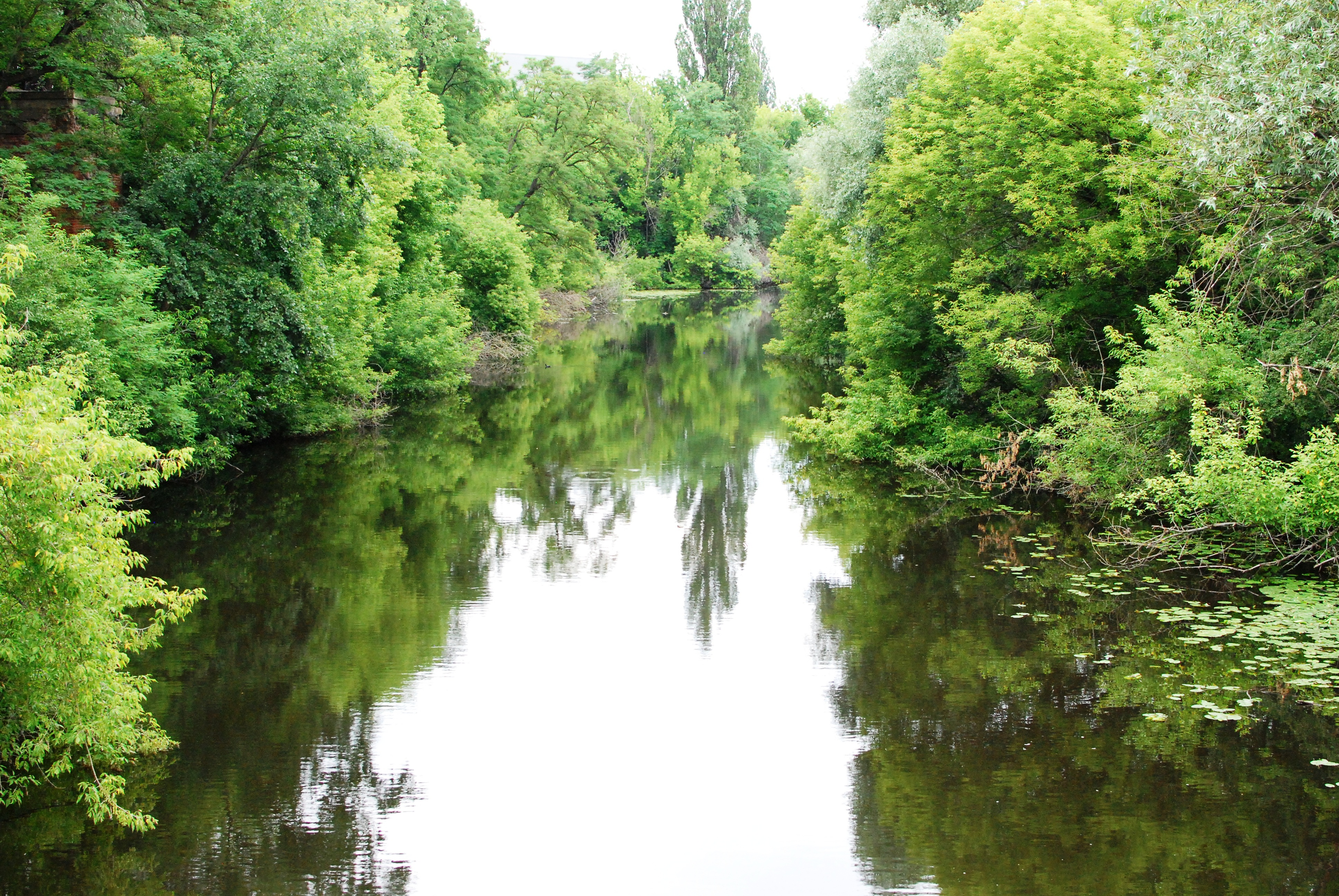
Am Zehlendorfer Stichkanal

Der Uferweg erreicht am Westrand des Bäkeparks den Ortsteilwechsel von Steglitz nach Lichterfelde. Gegenüber am Kanalufer befinden sich der Hafen Steglitz und das Kraftwerk Steglitz im Ortsteil Lankwitz, wohin eine Rohrbrücke führt. Der Teltowkanalweg als Paul-Schwarz-Promenade führt am Charité Campus Benjamin Franklin vorbei, gefolgt vom Schlosspark Lichterfelde, in dem ein Naturschutzgebiet liegt. Am Krahmersteg wird die Krahmerstraße am Ufer unterquert (zur Krahmerstraße führt eine Treppe), landseitig befindet sich das Gelände der Freien Universität. Am Teltowkanal weiter zur Bäkebrücke (Bäkestraße), Emil-Schulz-Brücke (Königsberger Straße), gegenüber dem Hafen Lichterfelde. Es folgt eine Rohrbrücke zum Heizkraftwerk Lichterfelde, die Eugen-Kleine-Brücke führt mit dem Straßenlauf der Wismarer Straße den grünen Hauptweg 15 Teltower Dörferweg auf das Nordufer (Ostpreußendamm). Beide Hauptwege führen gemeinsam am Nordufer weiter nach Westen zwischen Kanal und KGA ‚Neues Leben‘. 560 Meter von der Brücke, Höhe Aegirbad und KGA ‚Am Aegirbad‘ liegt auf dem Teltowkanal die Stadtgrenze zwischen Berlin und Teltow, der Berliner Mauerweg liegt in diesem Zipfel und so auf dem Südufer, an dem die Mauer stand. Auf Berliner Seite ist das Industriegebiet der Goerzallee (Industriegebiet Schönow am Teltowkanal) benachbart. Vor dem Industriegelände liegt die KGA ‚Teltower Seeboden‘, die ihren Namen vom ehemaligen Schönower See bezieht. Gefolgt von der KGA ‚Am Stichkanal‘ wird der Ausgang des Zehlendorfer Stichkanals mit einer Gitterbrücke für Fußgänger überschritten und der Uferweg vom Hauptweg 15 und 17 weiter genutzt und führt vorbei an der Kläranlage für die Industrieabwässer.

### Zehlendorf

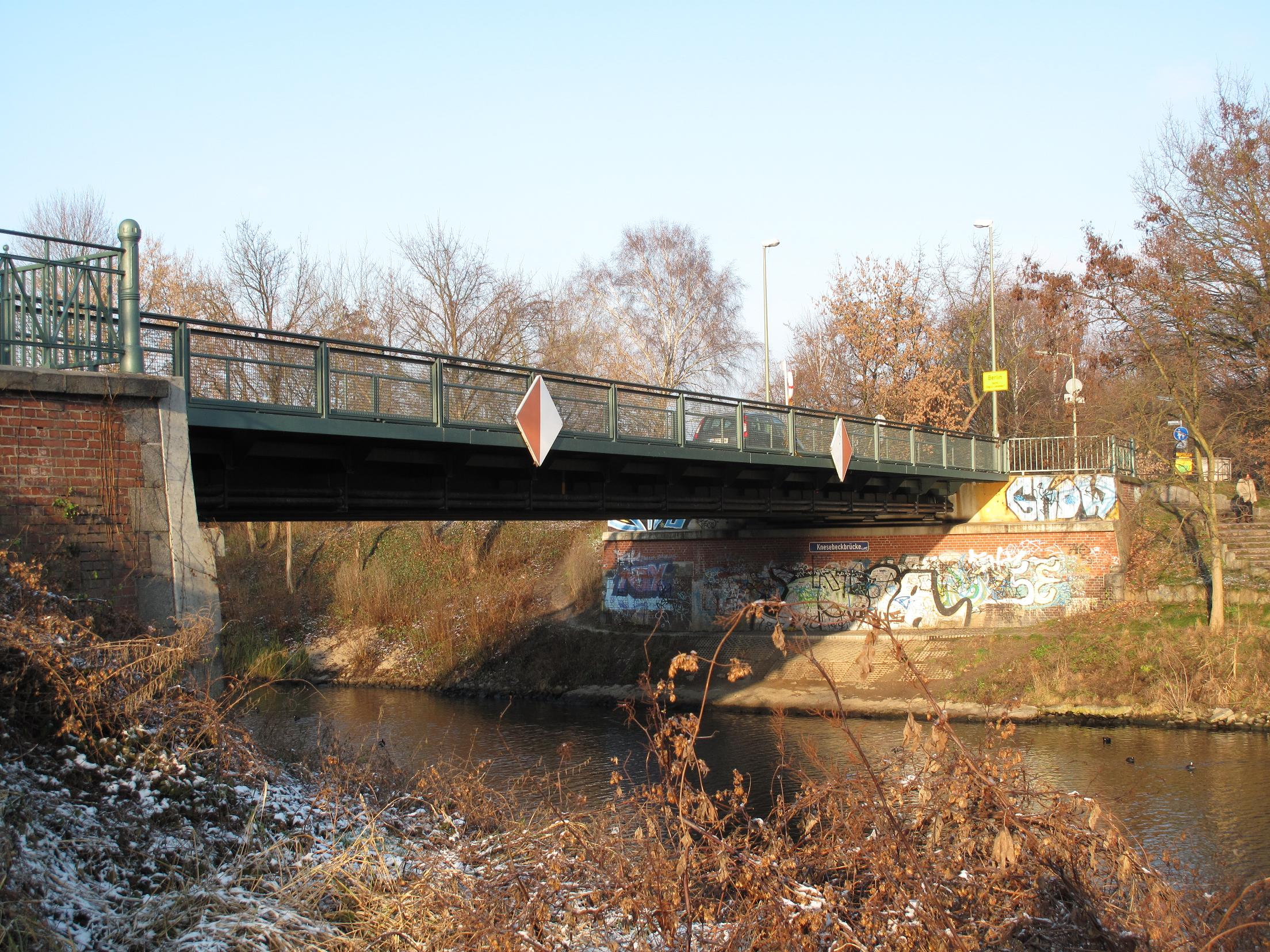
An der Knesebeckbrücke wechselt der Hauptweg über den Kanal

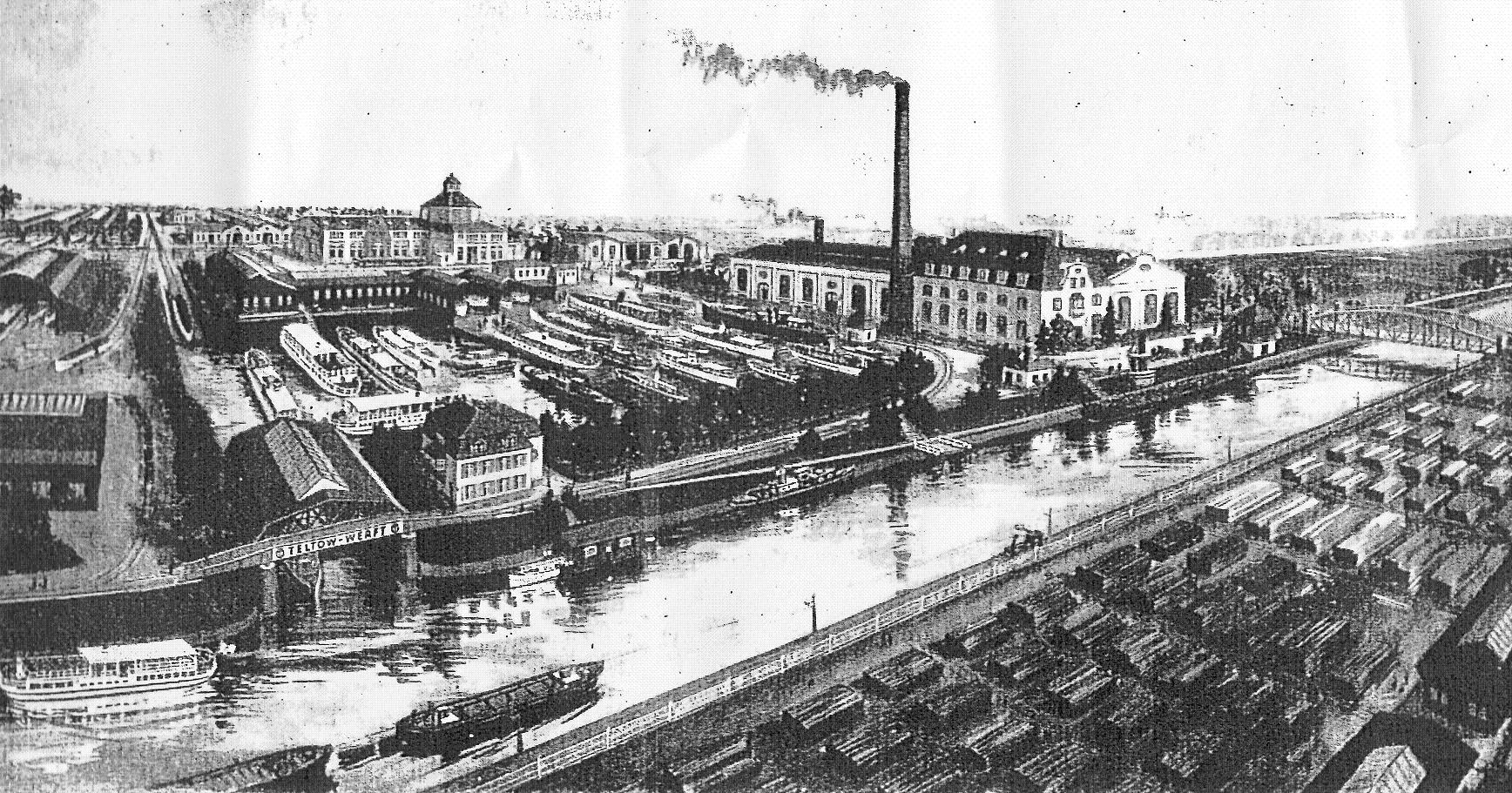
Teltow-Werft (historische Aufnahme)

An der Knesebeckbrücke mit der Straßenverbindung Teltower Damm (Berlin)/ Zehlendorfer Straße (Teltow) wird der Mauerweg vom Teltower Postenweg auf den Zehlendorfer Zollweg (West-Berlin) zum Nordufer herübergeführt. Diese drei Wege am Nordufer befinden sich nun in Zehlendorfs Ortslage Schönow. Nördlich am Wege liegen Grün- und Ackerflächen sowie die Wohnhäuser von Alt-Schönow durch den der Schönower Dorfgraben zum Teltowkanal fließt. Nördlich von diesen Flächen liegen KGA ‚Alt-Schönow‘ und ‚Teltowblick‘. Die Gewerbefläche (ehemalige Teltow-Werft) im Südosten Zehlendorfs (Berlin/Teltow/Kleinmachnow) wird auf der verlängerten Sachtlebenstraße 190 Meter nach Nord und dann 160 Meter westwärts zur Stadtgrenze umgangen.

### Wannsee

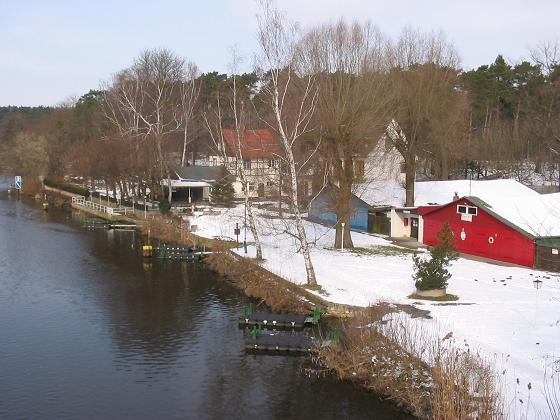
Kohlhasenbrück, Blick von der Böckmannbrücke

Kurz bevor der Teltowkanal die Grenze nach Brandenburg erreicht biegt Weg 17 nach Norden ab und folgt in etwa der Landesgrenze, später in südwestlicher Richtung dem Königsweg (direkt an der Grenze) folgend. Hier verläuft auch der Südabschnitt des Berliner Mauerwegs. Wer dem Kanal weiter folgen möchte, kann dies auf dem Kanalauenweg tun. Der Berliner Teltowkanalweg erreicht den Kanal dann wieder bei der Nathanbrücke, die er überquert. Er folgt ein Stück dem Königsweg, biegt nach rechts in die Bäkestraße ab und nach Unterquerung der Bahnstrecken wieder nach rechts in die Neue Kreisstraße, wo der Weg an der Bushaltestelle südlich der Böckmannbrücke endet. Wenn man dem Kanal noch weiter folgen möchte, kann man dies auf dem Wannseeweg tun. Eine andere Möglichkeit wäre, dem Berliner Mauerweg in Richtung Glienicker Brücke zu folgen.

## Nahverkehrsanschlüsse
In der Nähe befindliche Anschlüsse an das Berliner Schnellbahnnetz des ÖPNV sind S+U-Bahnhof Rathaus Steglitz, U-Bahnhof Ullsteinstraße, U-Bahnhof Grenzallee und S-Bahnhof Adlershof.